# Guineu voladora de les illes Kei
La guineu voladora de les illes Kei (Pteropus keyensis) és una espècie de ratpenat de la família dels pteropòdids. És endèmica de les illes Kei (Indonèsia). No se sap res del seu hàbitat natural i les eventuals amenaces que afectin aquesta espècie, de manera que se la classifica com a espècie amb «dades insuficients».